# Belagerung Colombos

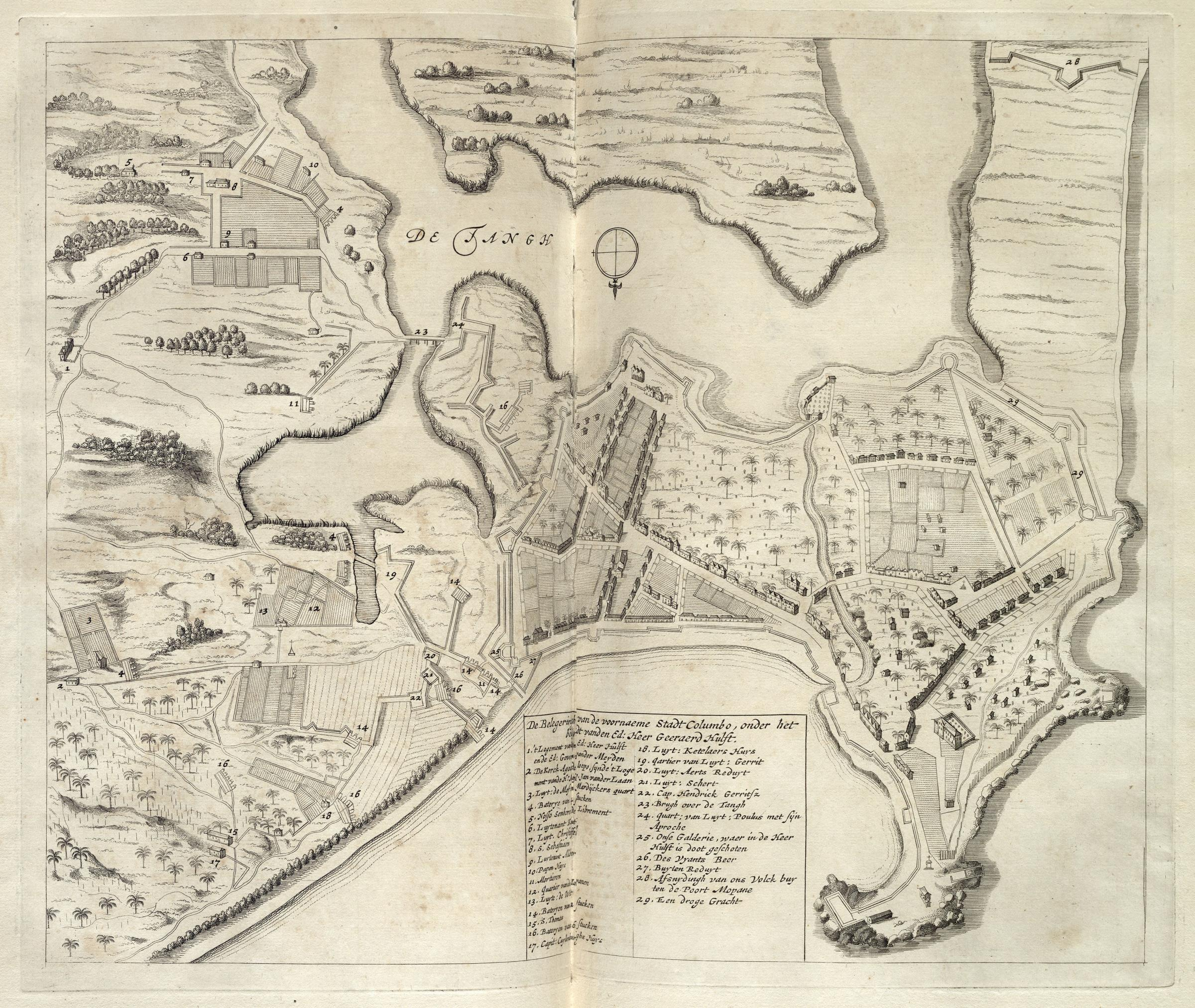
Karte zur Belagerung von Colombo

Die Belagerung Colombos (1655–1656) hatte zum Ziel, die Stadt auf der Insel Ceylon (dem heutigen Sri Lanka) zu erobern, die unter portugiesischer Kontrolle stand. Belagerer war die Niederländische Ostindien-Kompanie (VOC), die vom singhalesischen Königreich Kandy unterstützt wurde. Am 12. Mai 1656 gaben die Portugiesen auf.

## Hintergrund

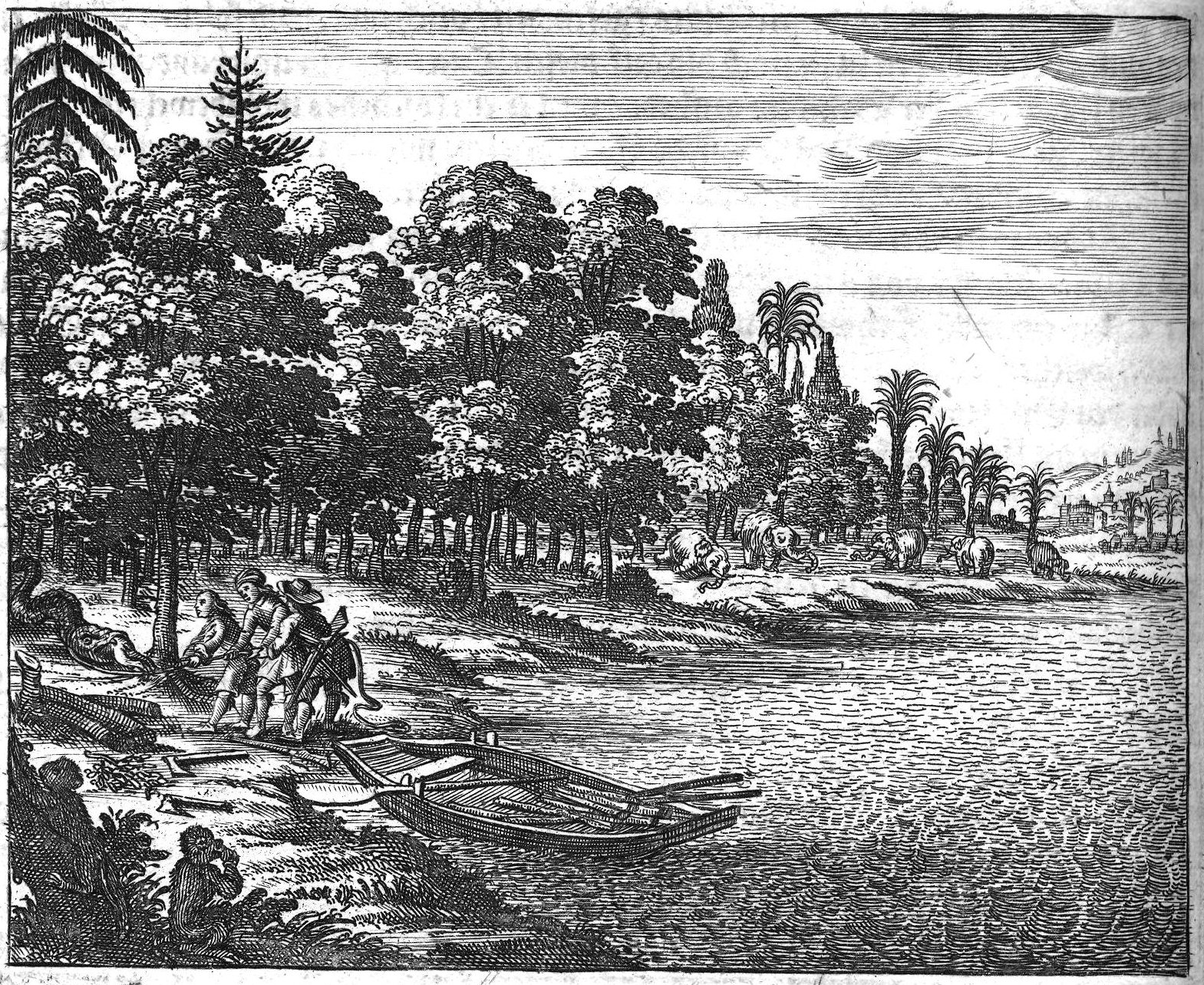
Bild der Insel Ceylon aus den Berichten von Johann Jacob Saar

Der portugiesische Entdecker Lourenço de Almeida erreichte 1505 als erster europäischer Seefahrer Ceylon. In einem Vertrag mit Parakramabahu VIII. (1484–1508), dem König von Kotte, vereinbarte man den Handel mit Zimt. Mit dem Vertrag wurde die Autorität über die Küste des Reiches an Portugal übertragen. Im Gegenzug garantierten die Portugiesen, die Küste gegen Invasoren zu beschützen. 1517 errichteten die Portugiesen in Colombo eine Festung, die 1518 von Vizekönig Lopo Soares de Albergaria durch eine größere und stärkere Befestigung ersetzt wurde. Die Festung erhielt den Namen Nossa Senhora das Virtudes, auch bekannt als Santa Barbara. Die Außenmauern waren in einem Dreieck um einen zentralen Turm angelegt. Im Krieg mit dem Königreich Sitawaka wurde das Fort 1524 aufgegeben und nur ein Agent blieb zurück, um den Handelsposten zu besetzen. In dieser Zeit versuchten die muslimischen Händler, ihr verlorenes Monopol für den Handel mit Ceylon wiederaufzubauen, doch gelang es den wenigen Portugiesen, die in Colombo weiter unter dem Schutz des Königs von Kotte standen, sie erneut zu vertreiben. Im Oktober 1550 griff Vizekönig Afonso de Noronha mit 500 Soldaten Sitawaka an und besetzte auch Kotte. 1554 begann Duarte de Eca mit dem Wiederaufbau der Festung von Colombo.
Aus dem hölzernen Fort wurde eine befestigte Stadt mit sechseckiger Ummauerung und einem Dutzend Bastionen. Der Gesamtumfang betrug 1300 Schritt. Beiderseits der Mauern befanden sich Gräben, die mit einem See verbunden waren, der die Stadt um ein Drittel von der Landfläche abschirmte. Die Artillerie bestand aus 237 Geschützen, von 10- bis zu 38-Pfündern. Die Festung lag an einer großen Bucht, die Platz für zahlreiche kleine Schiffe bot und zur Nordseite zum Meer offen war. Innerhalb der Festung lebten in den 1650er Jahren 900 Familien adliger Siedler und 1500 Handwerker und Händler. Die Siedlung hatte zwei Kirchen, die Pfarrkirche und São Lourenço, und Konvente der Dominikaner, der Augustiner, der Kapuziner und der Jesuiten. Außerdem lagen innerhalb der Mauern das Armenhaus Santa Misericórdia und das königliche Hospital.
Seit 1580 war Portugal mit Spanien in einer Personalunion vereinigt, was den Beginn des Konflikts mit den Niederlanden bedeutete. Zudem wurde die portugiesische Flotte geschwächt. Mit dem Verfall Sitawakas 1593 konnten die Portugiesen aber große Teile Ceylons unter ihre Kontrolle bringen.

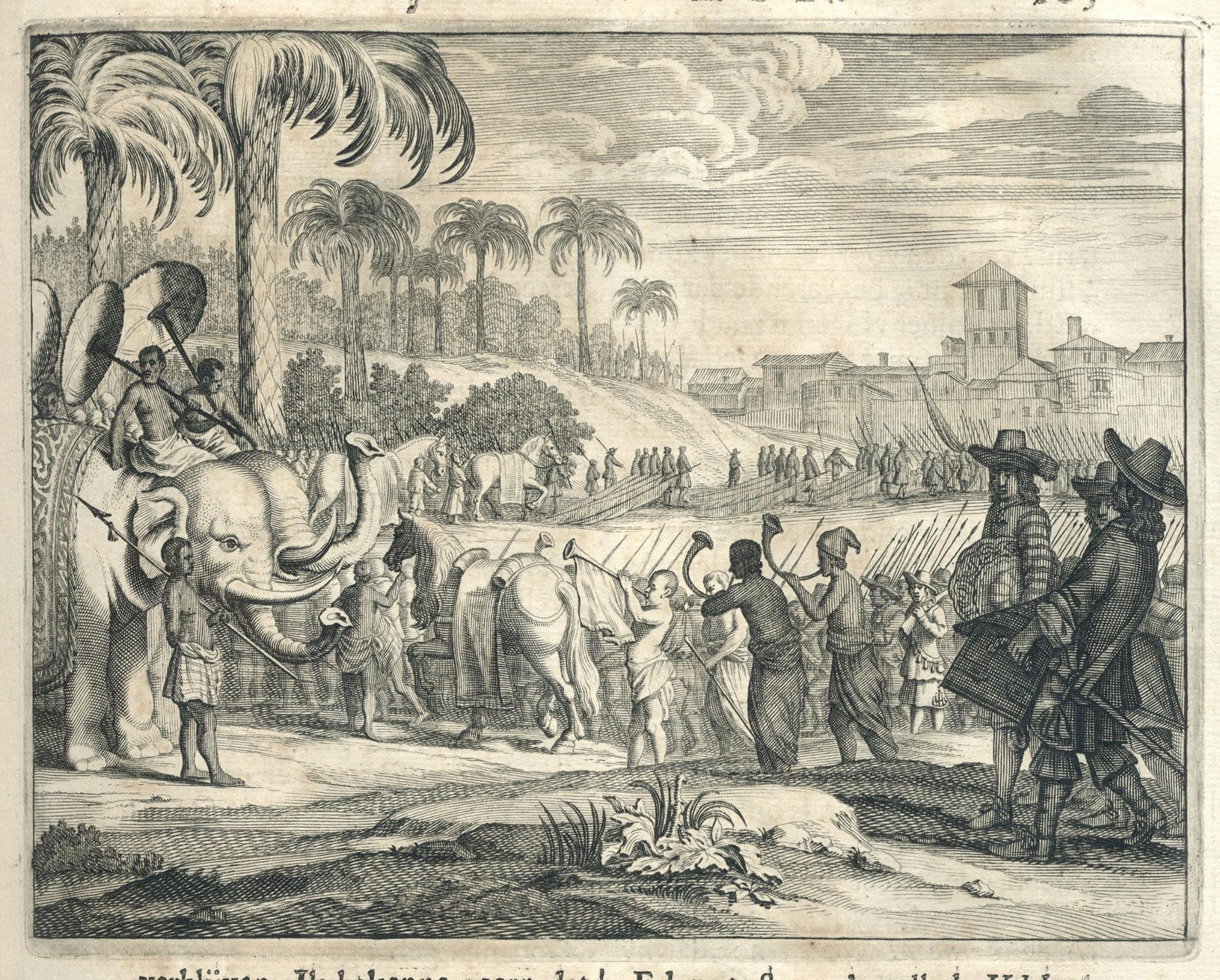
General Hulft trifft am Hof von Rajasingha II. ein

1638 schloss die VOC mit König Rajasingha II. des Königreichs Kandy ein Bündnis gegen die Portugiesen. Dafür erhielt die VOC von Kandy ein Handelsmonopol zugesprochen. Seit 1624 herrschte bereits der Niederländisch-Portugiesische Krieg um die kolonialen Territorien in Amerika und Asien. Ab 1639 begann der Eroberungskrieg auf Ceylon, wobei die Portugiesen erbittert Widerstand leisteten. 1640 wurde Galle im Süden Ceylons von den Niederländern erobert und zur Kolonialhauptstadt der VOCs gemacht. Ab 1641 herrschte ein Waffenstillstand, als sich Portugal wieder von der spanischen Vorherrschaft befreite. Infolgedessen vernachlässigte der portugiesische Generalkapitän die militärische Infrastruktur der Festung. Inzwischen war der gesamte Platz innerhalb der Festung mit Wohnhäusern belegt, von den 4000 Einwohnern waren nur 1200 Soldaten. Auf den Mauern wuchsen Kokospalmen, die Kanonen waren mit Rost überzogen und das Holz war von Termiten zerfressen. Im September 1647 landete auf Ceylon eine Armee der VOC mit 300 Mann aus Batavia. Unter den niederländischen Soldaten war der deutsche Söldner Johann Jacob Saar, der in seinen Erinnerungen von der späteren Belagerung Colombos berichtet.
Das böse Erwachen für die Portugiesen kam im Oktober 1652, als der niederländische Kommandant von Galle Boten nach Colombo entsandte und dem Generalkapitän Emanuel Mascarenhas Homem ausrichten ließ, dass die Schonzeit nun um sei und man die Feindlichkeiten wiederaufnehmen würde. Am 30. November wurde Homem von Soldaten unter Gaspar de Figueira de Serpa und der Bevölkerung abgesetzt.

## Die Belagerung
Am 14. August 1655 verließen 1200 Soldaten der VOC unter General Gerard Pietersz. Hulft auf zwölf Schiffen Batavia in Richtung Ceylon. Dazu kamen niederländische Truppen vor Ort, so dass Hulft über 9.800 europäische Soldaten verfügte. Zudem wurde er von 16.000 Mann von König Rajasingha II. von Kandy unterstützt. Diese hielten sich bei den Kämpfen selbst aber zurück, sicherten nur den Belagerungsring und versorgten ansonsten die Niederländer mit Proviant. Im September hatte Hulft bereits Negombo erobert und am 15. Oktober das Fort von Kalutara. Heranrückende Truppen des legendären portugiesischen Hauptmanns Gaspar de Figueira de Serpa wurden am Tag darauf geschlagen. Ende des Monats war Colombo eingekesselt. 16 Schiffe blockierten den Hafen. Am 12. November begann der Angriff auf Colombo. Auch die Zivilbevölkerung wurde an der Flucht gehindert. Im April 1656 scheiterte der portugiesische Versuch, Unterstützung aus Goa heranzubringen. 22 kleine Schiffe waren mit Truppen und Proviant gestartet, wurden aber durch ein einziges niederländisches Schiff in alle Winde verstreut. In der Stadt brach eine Hungersnot aus. Saar berichtet, dass die Menschen in ihrer Verzweiflung Gras aßen und „daß eine Mohrin ihr eigenes Kind gefressen“ habe. Bei den Belagerern herrschte vor allem an heißen Tagen Wassermangel und Wasser, das man als Soldat bekam, war voll mit Würmern, die man mit Tüchern vor dem Mund heraus filterte.

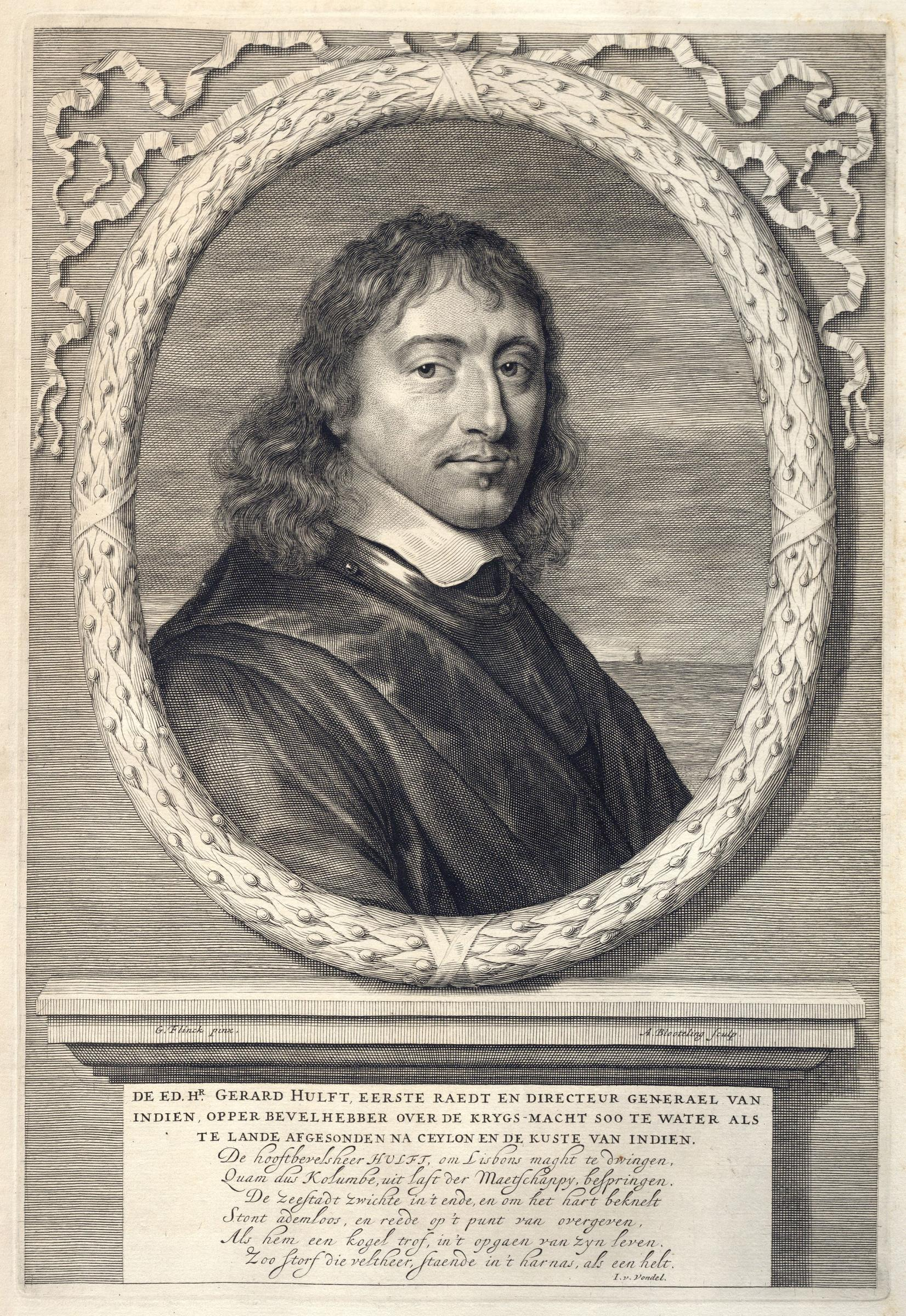
Der niederländische General Hulft

Am 7. Mai gelang der VOC mit frischen Truppen aus Batavia die Stadt zu erstürmen und die Nordostbastion einzunehmen. Es gibt eine Legende, nach der ausgerechnet Hauptmann Gaspar de Figueira de Serpa desertiert und den Niederländern den Schwachpunkt der Festung gezeigt haben soll. Diese Version der Geschichte ist aber zweifelhaft („siehe dazu den Artikel zu Gaspar de Figueira de Serpa“). Am 10. Mai schickten die Portugiesen schließlich Unterhändler zu den Belagerern. Zu den Kapitulationsbedingungen der Niederländer gehörte, dass die Portugiesen für jeden niederländischen Soldaten neun Monate Sold bezahlen mussten, egal ob dieser noch lebte oder im Kampf gefallen war. „Einen grossen, mächtigen Jammer und Weinen und Geschrey“ verursachte laut Saar die Bedingung, dass alle ledigen Frauen und Mädchen in Colombo bleiben und Niederländer heiraten mussten, während Familien und Verheiratete zu den portugiesischen Stützpunkten an der Westküste Indiens gebracht wurden. Man hatte bei den Portugiesen noch in Betracht gezogen, die überlebenden Frauen und Kinder in eine Kirche zu bringen und diese anzuzünden, während die Männer mit dem Schwert in der Hand den Tod suchen würden, doch für die Prälaten der Gemeinde war dies inakzeptabel, weswegen man schließlich die Forderungen annahm. Am 12. Mai 1656 kamen um drei Uhr nachmittags 73 ausgemergelte und teils verwundete Männer aus der Festung und ergaben sich. Sie waren die letzten Überlebenden der portugiesischen Verteidiger.
Während der Belagerung starben 300 Niederländer, 350 wurden schwer verwundet. Auch General Hulft starb am 10. April 1656, nachdem die Kugel einer Arkebuse ihn in die rechte Schulter traf. Das Kommando hatte von da an Adriaan van der Meyden. Hulft wurde drei Tage später in Galle beigesetzt. 1658 wurde er nach Colombo umgebettet.

## Folgen
Van der Meyden hatte nicht das enge Verhältnis zu König Rajasingha II., wie es zuvor Hulft hatte. Der König misstraute ihm und als dieser bemerkte, dass die Niederländer die Kontrolle über Colombo nicht abgeben werden, stoppte er alle Lebensmittellieferungen an sie. Im November schickte van der Meyden eine kleine Truppe zum Lager des Königs in Raygamwatte, doch dieser floh in die Berge, bevor die Niederländer dort ankamen. Letztendlich hatte der König nur erreicht, dass die eine Kolonialmacht durch eine andere ausgetauscht wurde, was mit der Redewendung „miris deela Inguru gatta wage“ (deutsch Ingwer im Austausch mit Chili bekommen) seine Umschreibung fand.
Am 23. Juni 1658 fiel mit Jaffna die letzte portugiesische Stadt auf Ceylon den Niederländern in die Hände. Sie blieben fast 150 Jahre. 1796 wurde Colombo durch die Briten erobert.